# Jan Willem te Kolsté
Jan Willem te Kolsté (Utrecht, 11 september 1874 – Den Haag, 31 januari 1936) was een Nederlandse schaker.
Hij nam vele malen deel aan het Nederlands kampioenschap, zowel de officieuze als de algemene schaakkampioenschappen. Hiervan won hij de editie van 1907 in Utrecht. Van andere toernooien won hij die van Den Haag (1904, 1917, 1922), Den Bosch (1918), en Amsterdam (1927). Een anticlimax was het internationale toernooi van Baden-Baden in 1925, waar hij laatste werd. Hij verloor er met name een partij van de Argentijn Luis Argentino Palauer die een schoonheidsprijs kreeg. Namens Nederland speelde hij in 1927 in Londen de eerste officiële schaakolympiade, dus onder de vleugels van de FIDE.
Te Kolsté werd samen met Schelfhout als een van de sterkste tegenstanders van Euwe op Nederlandse bodem beschouwd, gevolgd door Olland.

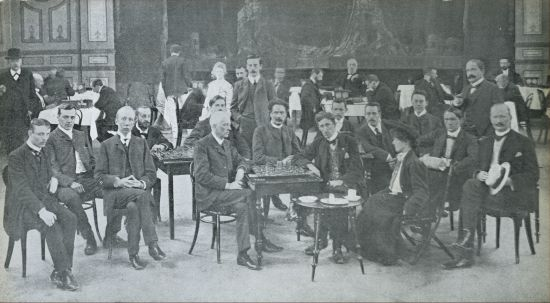
Nederlands schaakkampioenschap 1905, Scheveningen. Van links af: Duras, Esser, Leussen, Reggio, Schories, Meijer, Oskam, Loman, Marshall, Spielmann, Bleijkmans, de vrouw van Marshall, Swiderski, Leonhardt, Trimborn en Te Kolsté.